# Lathyrus brachycalyx
Lathyrus brachycalyx är en ärtväxtart som beskrevs av Per Axel Rydberg. Lathyrus brachycalyx ingår i släktet vialer, och familjen ärtväxter. Inga underarter finns listade i Catalogue of Life.

## Bildgalleri

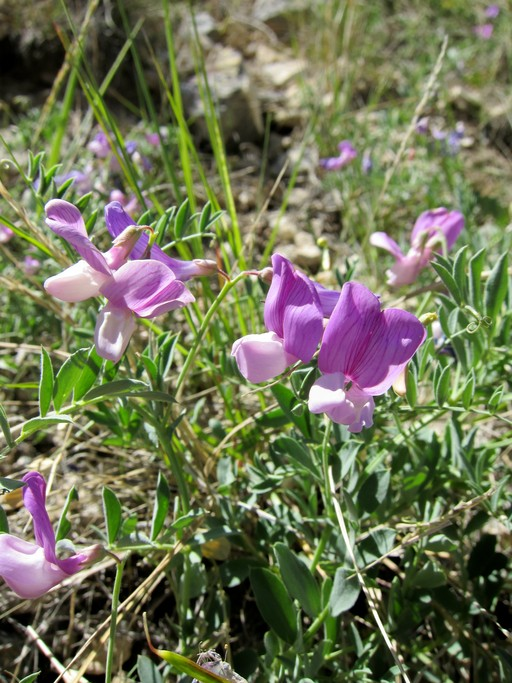